# John W. F. Dulles
John Watson Foster Dulles (20 de mayo de 1913-23 de junio de 2008) fue un historiador y académico estadounidense, especializado en la historia del Brasil.

## Biografía
Nacido en Auburn, Nueva York, el 20 de mayo de 1913, John W. F. Dulles era hijo del exsecretario de Estado de los Estados Unidos, John Foster Dulles. En 1935 se licenció en Filosofía en la Universidad de Princeton. Recibió una maestría en administración de empresas de la Universidad de Harvard en 1937 y luego se unió al Banco de Nueva York, donde su padre era director.
Trabajó en una empresa minera de Nueva York desde donde fue enviado a Arizona, donde recibió una licenciatura en metalurgia de la Escuela de Minas y Metalurgia de la Universidad de Arizona en 1943.
En 1959 se mudó a Río de Janeiro, Brasil, para arreglar una mina de oro no rentable de Hanna Mining Co. en el país. La tarea resultó demasiado difícil debido a la turbulencia política en Brasil en ese momento, por lo que en 1962 se mudó a Texas para convertirse en profesor de estudios latinoamericanos en la Universidad de Texas.
Su primer libro, publicado en 1962, Yesterday in Mexico: A Chronicle of the Revolution, 1919-1936, fue resultado de conversaciones con el presidente mexicano Adolfo Ruiz Cortines. Posteriormente se dedicó al estudio de la historia brasileña, comenzando con el estudio sobre el expresidente Getúlio Vargas, titulado Vargas of Brazil: a political biography en 1967.
Sus obras fueron criticadas por tener demasiada descripción y muy poco análisis, así como por no mencionar su participación y la de su compañía en las articulaciones políticas durante el gobierno de João Goulart.
Murió el 23 de junio de 2008 en el North Central Baptist Hospital en San Antonio, Texas. Su causa de muerte fue insuficiencia renal.

## Obras
- Yesterday in Mexico: A Chronicle of the Revolution, 1919–1936 – 1962
- Vargas of Brazil: a political biography – 1967
- Anarchists and communists in Brazil, 1900–1935 – 1973
- Unrest in Brazil: political military crisis, 1955–1964 – 1980
- President Castello Branco: the making of a Brazilian president – 1978
- President Castello Branco: a Brazilian reformer – 1980
- Brazilian communism: repression during world upheaval, 1935–1945 – 1983
- A Faculdade de Direito e a resistência anti-Vargas, 1938–1945 – 1984
- Carlos Lacerda, Brazilian cruzader – 1991
- Castello Branco: o caminho para a presidência – 1979
- Carlos Lacerda, Brazilian cruzader: the years 1960–1977 – 1996
- Sobral Pinto, a consciência do Brasil: a cruzada contra o regime Vargas (1930–1945) – 2001
- Resisting Brazil's military regime: an account of the battles of Sobral Pinto – 2007